# Велике Фомино
Велике Фо́мино (рос. Большое Фомино) — присілок у складі Нікольського району Вологодської області, Росія. Входить до складу Краснополянського сільського поселення.

## Населення
Населення — 14 осіб (2010; 33 у 2002).
Національний склад (станом на 2002 рік):
- росіяни — 100 %